# Proserpio
Proserpio (Presèrp trong tiếng địa phương) là một đô thị ở tỉnh Como trong vùng Lombardia, có cự ly khoảng 40 km về phía bắc của Milano và khoảng 13 km về phía đông của Como. Tại thời điểm ngày 31 tháng 12 năm 2004, đô thị này có dân số 942 người và diện tích là 2,4 km². Tên gọi từ vị nữ thần La Mã Proserpina.
Proserpio giáp các đô thị: Canzo, Castelmarte, Erba, Longone al Segrino.